# 1911-es magyar vívóbajnokság
Az 1911-es magyar vívóbajnokság a tizenkettedik magyar bajnokság volt. A tőrbajnokságot május 14-én rendezték meg Budapesten, a Nemzeti Lovardában, a kardbajnokságot pedig május 15. és 16. között Budapesten, a selejtezőt a Nemzeti Lovardában, a döntőt a Vigadóban.

## Eredmények
| Versenyszám     | Arany              | Arany | Ezüst                                | Ezüst | Bronz                     | Bronz |
| --------------- | ------------------ | ----- | ------------------------------------ | ----- | ------------------------- | ----- |
| Férfi tőrvívás  | dr. Tóth Péter MAC |       | Schenker Zoltán Mautern an der Donau |       | dr. Pajzs Pál MAC         |       |
| Férfi kardvívás | dr. Tóth Péter MAC |       | Garay János Nemzeti VC               |       | Rozgonyi Győző Nemzeti VC |       |